# Limonium zembrae
Espèce
Limonium zembrae est une espèce de plantes à fleurs de la famille des Plumbaginaceae endémique de la Tunisie.